# Edward Rondthaler

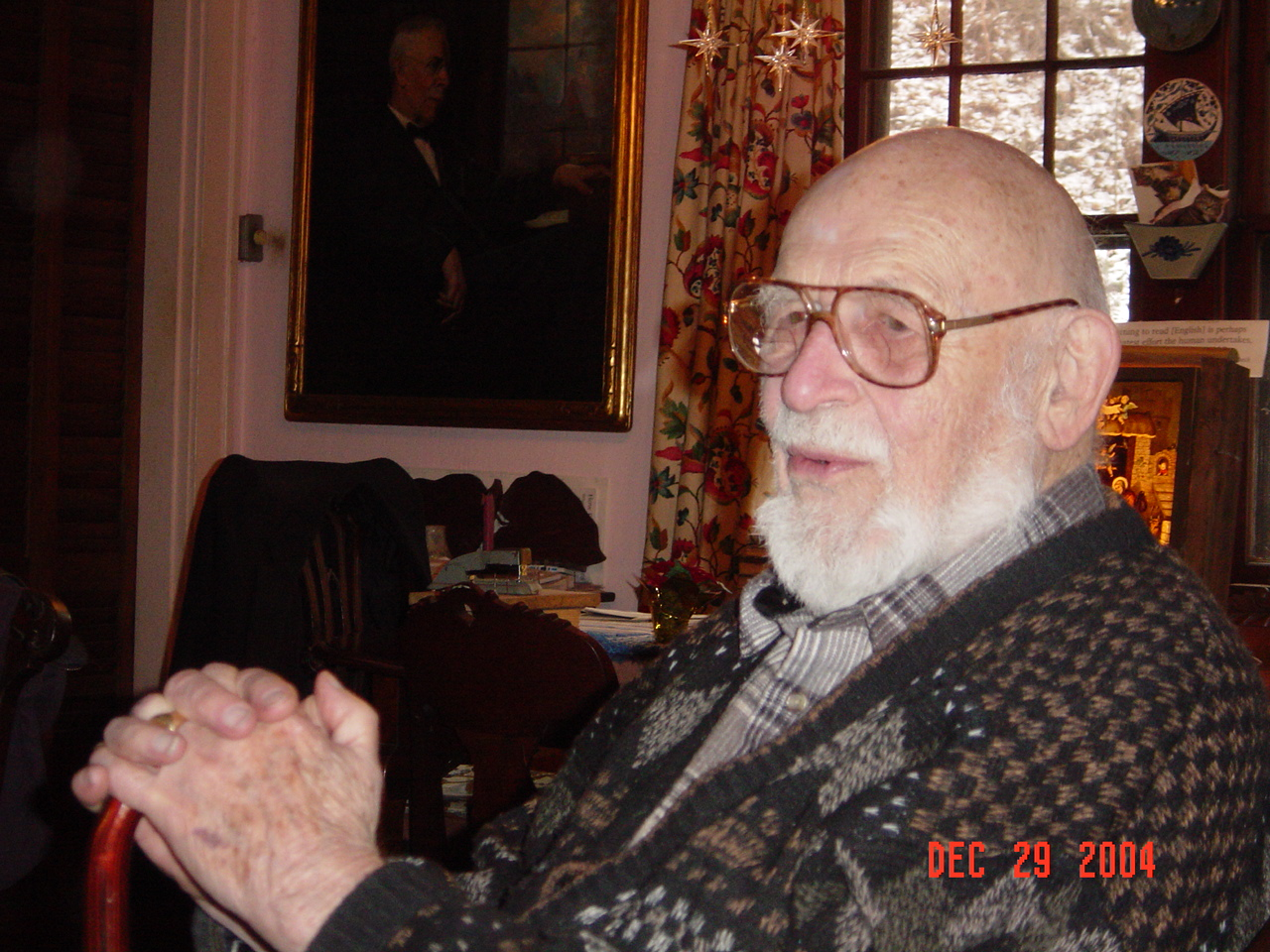
Edward Rondthaler (2004)

Edward Rondthaler – kurz : Ed Rondthaler – (geboren am 9. Juni 1905 in Bethlehem, Pennsylvania, gestorben am 19. August 2009 in Cedar City, Utah) war ein US-amerikanischer Typograf, Fotosatz-Pionier und Unternehmer. Bekannt wurde er durch die Begründung des New Yorker Satzdienstleistungs-Unternehmens Photo-Lettering Inc. 1936. 1969 war Rondthaler einer der drei Gründer der International Typeface Corporation (ITC) 1969 – eines Unternehmens, das im Bereich Schriften-Vermarktung neue Wege ging und die Fotosatz-Ära von der typografischen Seite aus entscheidend prägte.

## Leben
Edward Rondthaler war der Sohn von Howard Rondthaler, einem mährischen Bischof und Präsidenten des Salem College in Winston-Salem, North Carolina, und seiner Frau Katharine Boring, der Tochter eines Apothekers aus Philadelphia. Geboren in Bethlehem, Pennsylvania, verbrachte er seine Jugend in Salem, North Carolina. Rondthalers spätere Leidenschaft für die grafische Industrie wurde möglicherweise stark mitbefördert durch eine kleine Druckmaschine, welche er im Alter vom fünf Jahren erhielt. Am College absolvierte er als Hauptfach Psychologie; innerhalb dieses Fachgebiets beschäftigte er sich unter anderem mit dem Thema Lesbarkeit von Schriften. Dieses Interesse brachte ihm auch seine erste Stellung ein: als Schriftsetzer und Werbedesigner bei der Montague Lee Company in Midtown Manhattan in New York City.
In den 1930ern konstruierte Rondthaler eine Apparatur, mit deren Hilfe sich Alphabete auf fotomechanischem Weg in Satzzeilen übertragen ließen: die Rutherford Photolettering Machine. Die auf den Weg gebrachte Innovation zielte vor allem auf den Dienstleistungssektor im Bereich Lettering sowie das Setzen von Werbe-Slogans, Anzeigen und ähnliches ab – Aufgaben, die im Rahmen der damals vorherrschenden Bleisatz-Verfahren nur umständlich zu bewerkstelligen waren. Da sich die Marktchancen von Rondthalers Maschine als relativ gering erwiesen, gründete er auf Basis seiner Innovation eine eigene Firma – Photo-Lettering.
Photo-Lettering, gegründet 1936 und ansässig in Midtown Manhattan, etablierte sich bald als ein vielbeauftragtes  Service-Unternehmen für Satz- und Lettering-Dienstleistungen. Ein charakteristischer, zunehmend Bedeutung gewinnender Seitenzweig der Firma war die Entwicklung eigener Alphabete. 1959 veröffentlichte Photo-Lettering einen umfangreichen Schriften-Kalalog mit dem Titel Thesaurus Vol. 1. 1965 und 1979 folgten zwei weitere Bände. Im Jahr 1969 gehörte Edward Rondthaler – zusammen mit Herb Lubalin und Aaron Burns – zu den Mitbegründern der (ebenfalls in New York City ansässigen) International Typeface Corporation (ITC). Im Unterschied zu Rondthalers bereits bestehendem Unternehmen setzte sich ITC das Ziel, Schriften von Schriftdesignern firmenübergreifend zu vermarkten. Während der Fotosatz-Ära in den 1970ern und 1980ern spielten die Schriften von ITC eine herausragende Rolle.
Im fortgeschrittenen Alter zog sich Rondthaler aus dem operativen Geschäft zurück. Die Firma Photo-Lettering wurde Ende der 1980er liquidiert; die physischen Hinterlassenschaften wurden Ende der 1990er von der in Wilmington, Delaware angesiedelten Type Foundry House Industries übernommen. Die ITC wurde erst an Esselte Letraset verkauft; ihr Schriftbestand ist heute Teil der Monotype-Schriftbibliothek. Neben seinen beruflichen Aktivitäten engagierte sich Rondthaler für eine vereinfachte Rechtschreibung als Maßnahme gegen Analphabetismus. Darüber hinaus fungierte er zeitweilig als Präsident des American Literacy Council. Während seines Ruhestands schrieb er wöchentlich einen Leserbrief an die lokale Zeitung. Rondthaler starb im Alter von 104. Im Rahmen eines Porträts anlässlich seines hundertsten Geburtstags führte er das erreichte hohe Alter auf die Faktoren körperliche Betätigung, eine gesunde Ernährungsweise sowie kalte Duschen zurück.

## Auszeichnungen
1975 wurde Edward Rondthaler mit der TDC-Medaille ausgezeichnet – einer vom Type Directors Club verliehenen Auszeichnung, welche an Personen verliehen wird, die einen bedeutenden Beitrag zur Typografie geleistet haben.